# Таганрогский военно-исторический музей
Таганрогский военно-исторический музей — первый негосударственный музей города Таганрога, находится в центральном районе города в непосредственной близости к берегу моря на первом этаже административного корпуса предприятия «ЮГ — Художественная ковка».

## История музея
Музей создали владельцы компании «ЮГ — Художественная ковка» братья Игорь и Александр Гаркуша.
Начало создания музейной коллекции положено 9 мая 2004 года: создан клуб «Авто-Ретро Таганрог». В последующий период были приобретены и восстановлены несколько единиц авто- и мототехники. С 2008 года концепция деятельности клуба получила военно-историческую направленность. 6 мая 2010 открылась постоянно действующая экспозиция, насчитывающая к тому времени несколько тысяч экспонатов. В июле 2012 название «Таганрогский военно-исторический музей» получило официальный статус.
При музее создан военно-исторический клуб, принимающий участие в реконструкциях военных баталий в Ростове-на-Дону, Воронеже, Волгограде, Новочеркасске, Киеве, Одессе, Бресте, Берлине и других городах.
В ночь на 25 октября 2014 года практически полностью сгорело трёхэжтажное административное здание предприятия «ЮГ — Художественная ковка», в котором располагался музей. Собственниками было принято решение о восстановлении музея. Был организован сбор благотворительных взносов. Помочь в восстановлении музея старались предприниматели, друзья, единомышленники, просто неравнодушные люди. В поддержку сгоревшего музея в ноябре 2014 года был проведён благотворительный концерт в городском ДК, а 2 декабря в Таганрогском молодёжном центре состоялась премьера спектакля молодёжного театра Нонны Малыгиной. Работы по строительству нового здания были завершены в 2018 году.
В день 75-летия освобождения г. Таганрога и Ростовской области музей «приоткрыл» свои двери. А 7 мая 2019 года состоялось официальное открытие возрожденного музея. В декабре 2019 г. коллектив музея награжден Почетным знаком главы города Таганрога «За заслуги».
Музей продолжает развиваться, активно пополняется экспонатами коллекция, проводятся экскурсии. Общественные инициативы коллектива музея  поддержаны Фондом президентских грантов. В 2020 году оказана поддержка проекту «Живые уроки в Таганрогском военно-историческом музее».

## Экспозиция музея

### Авто- и мототехника
- Грузовик ГАЗ-АА «Полуторка»
- Легковой внедорожник ГАЗ-67«Козлик»
- Бронеавтомобиль БА-64
- Автомобиль Opel P4
- Автомобиль Opel Olympia
- Мотоцикл ТИЗ-АМ-600
- Мотоцикл М-72
- Мотоцикл BMW R12
- Мотоцикл Victoria Aero
- Мотоцикл NSU 251OSL

### Макеты оружия
- Пистолет-пулемёт Шпагина (ППШ-41)
- Пистолет-пулемёт Судаева (ППС-42, ППС-43)
- Самозарядная винтовка Токарева (СВТ-40)
- Пистолет-пулемёт Томпсона
- Винтовка Мосина
- Револьвер системы Нагана
- Пистолет ТТ-30, ТТ-33
- Пистолет Макарова
- Авиационная пушка ВЯ-23
- Пулемёт Дегтярёва пехотный (ДП-27)
- Пулемёт Дегтярёва танковый (ДТ)
- Противотанковое ружьё Дегтярёва (ПТРД)
- Противотанковое ружьё Симонова (ПТРС)
- Пулемёт MG-34
- Пистолет-пулемёт MP-40
- Винтовка Mauser 98k
- Пистолет Mauser C96
- Пистолет Walther P38
- Пистолет Parabellum

### Другие экспонаты
Макеты боеприпасов, холодное оружие, форма, документы, предметы фронтового быта и другие реликвии.

### Галерея

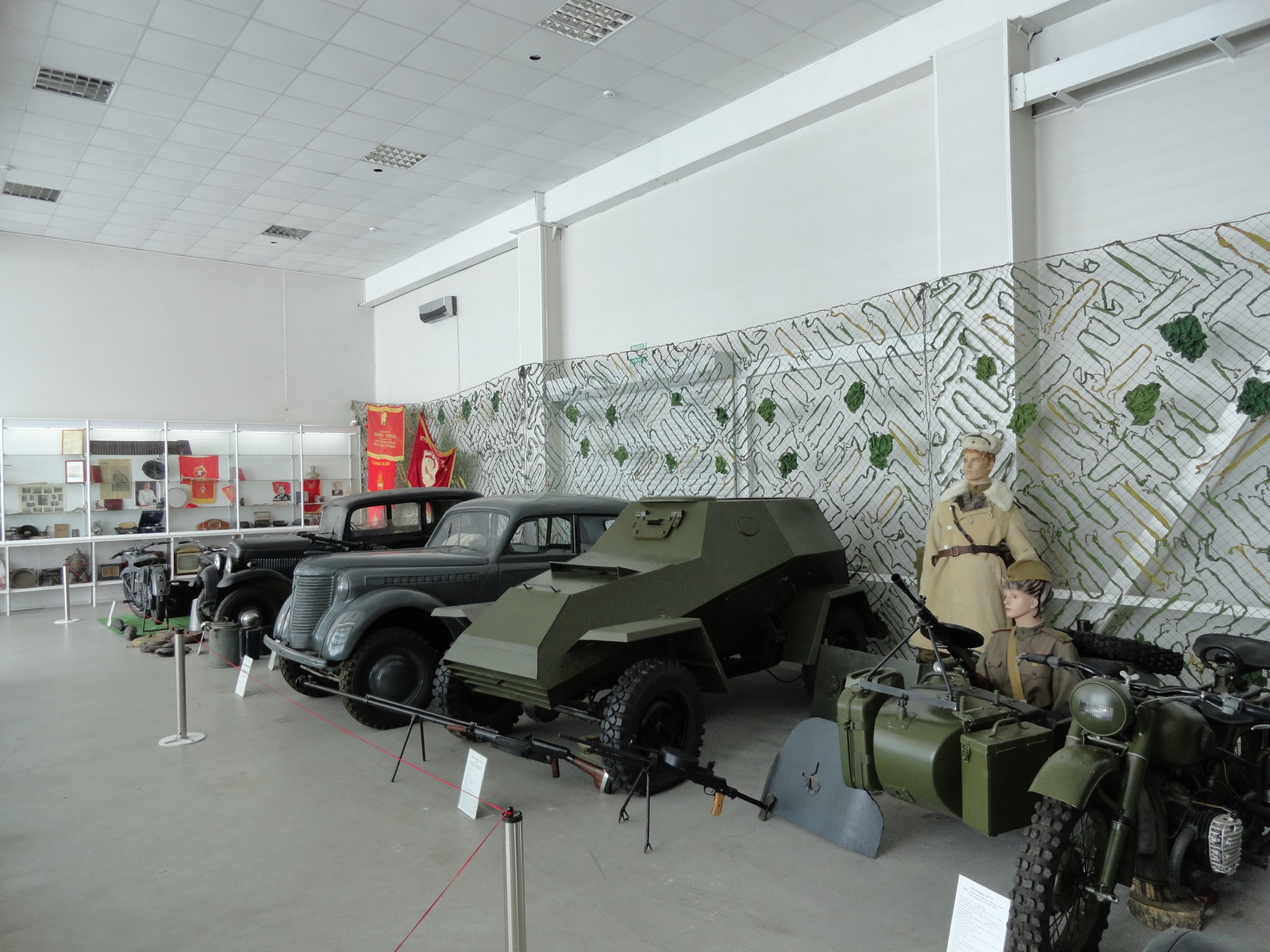
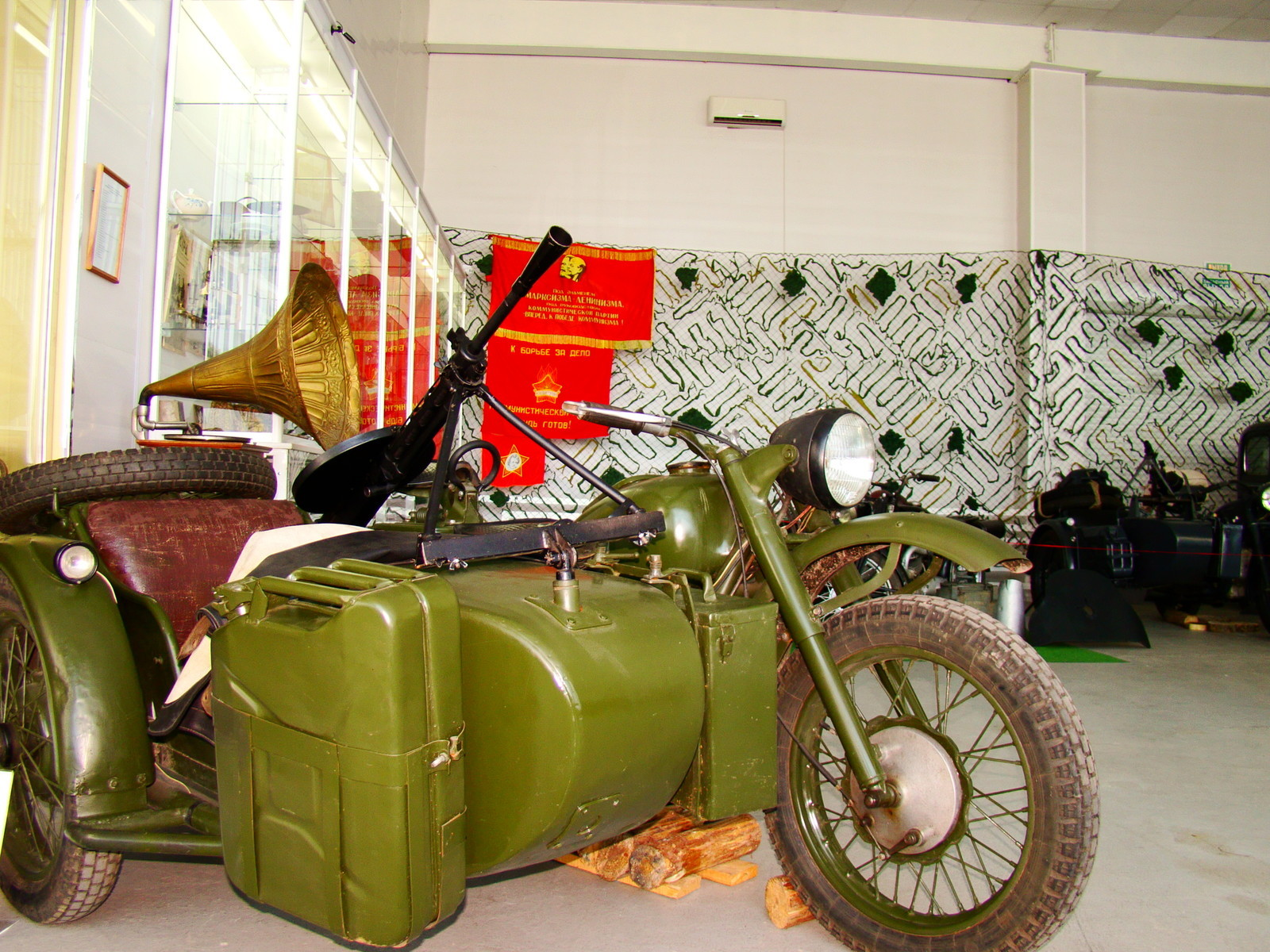
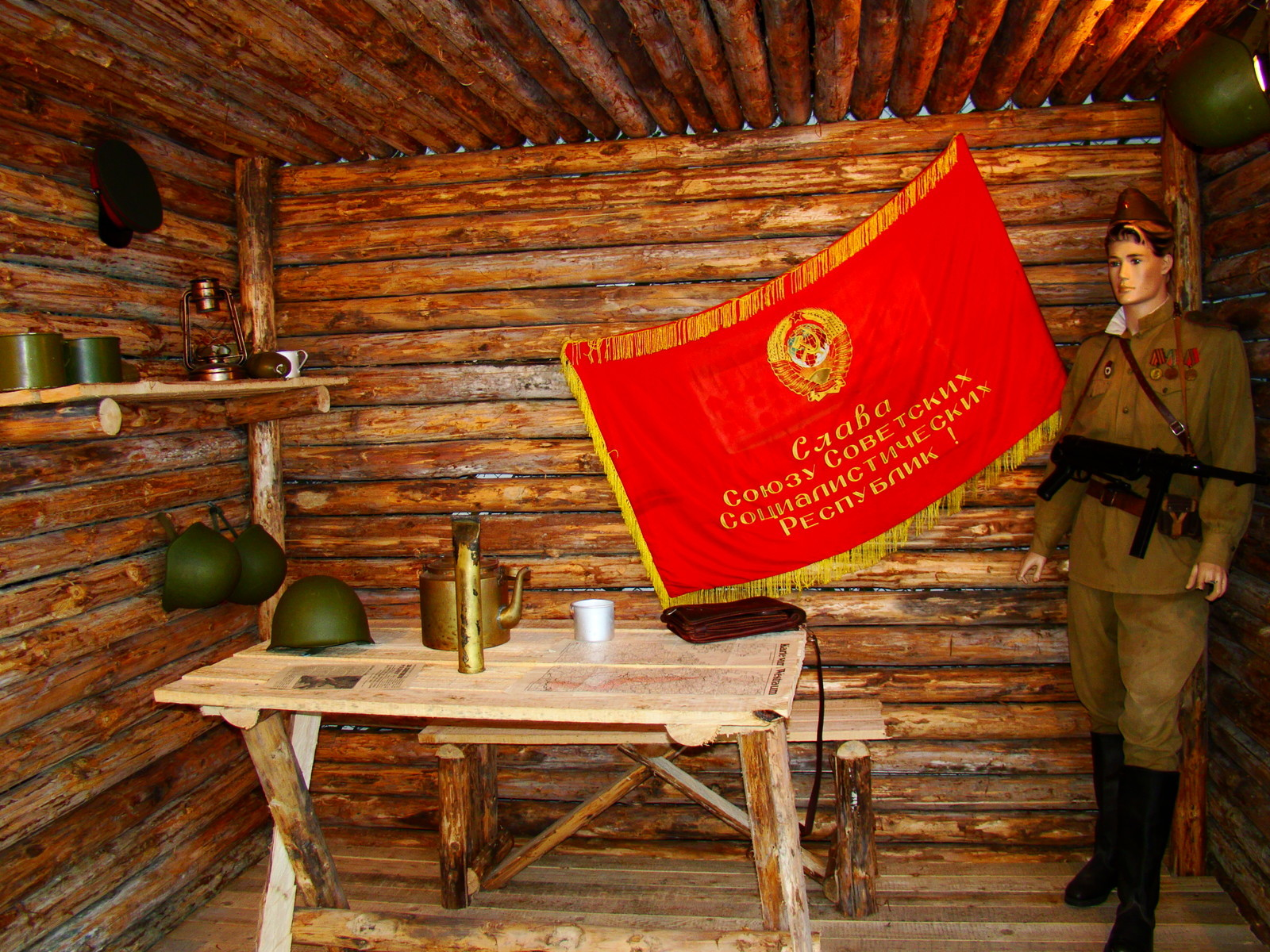
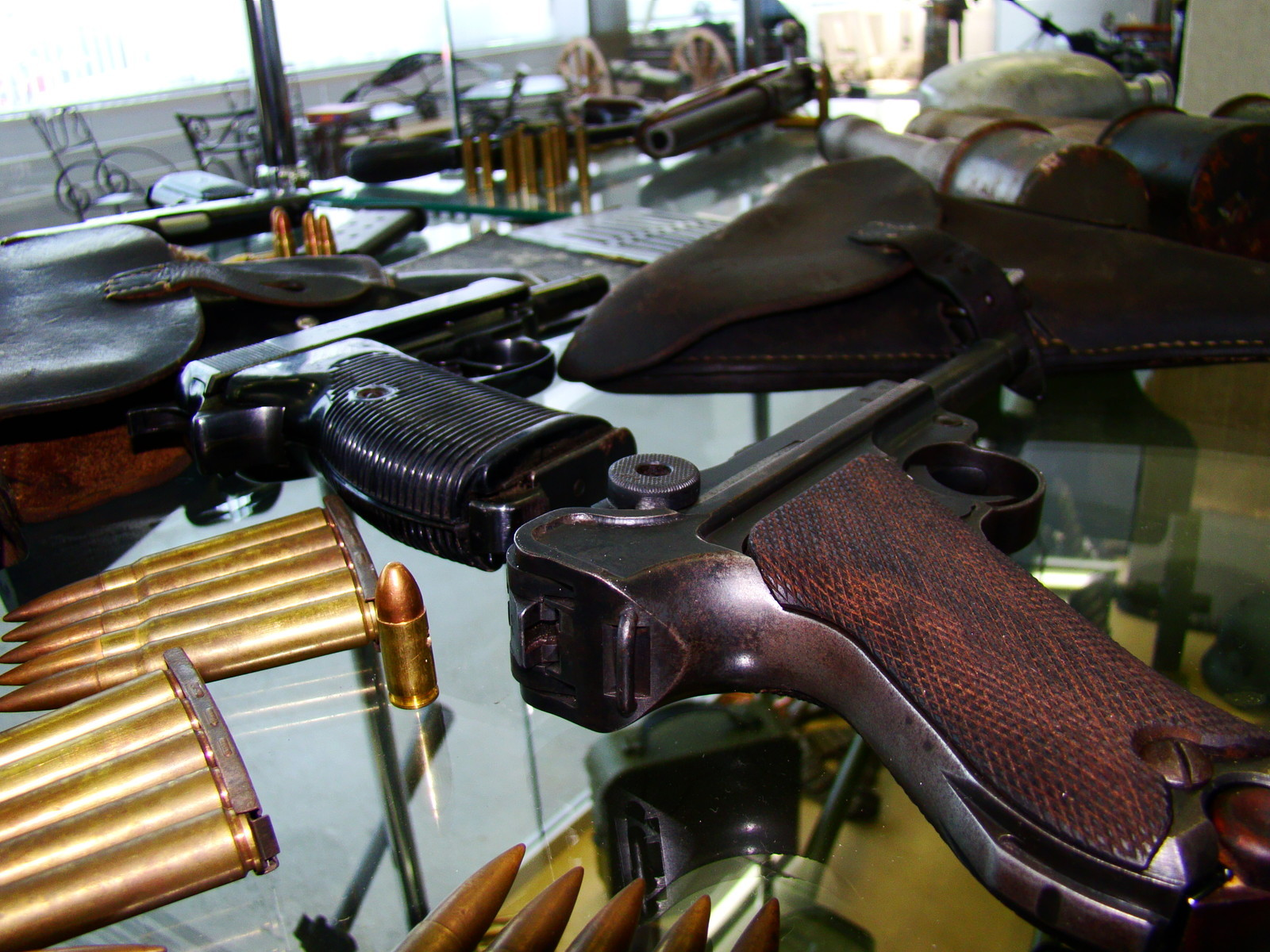
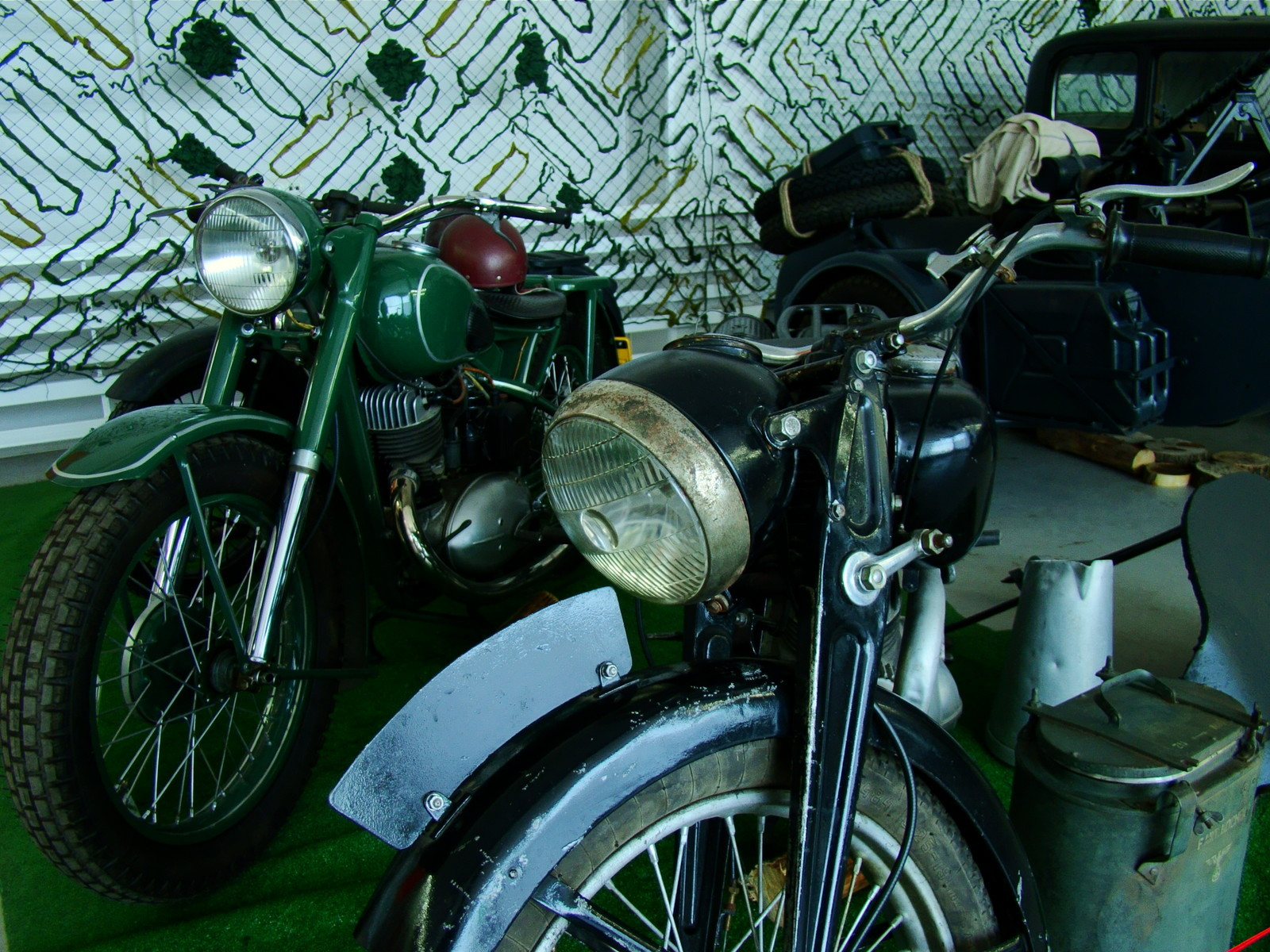
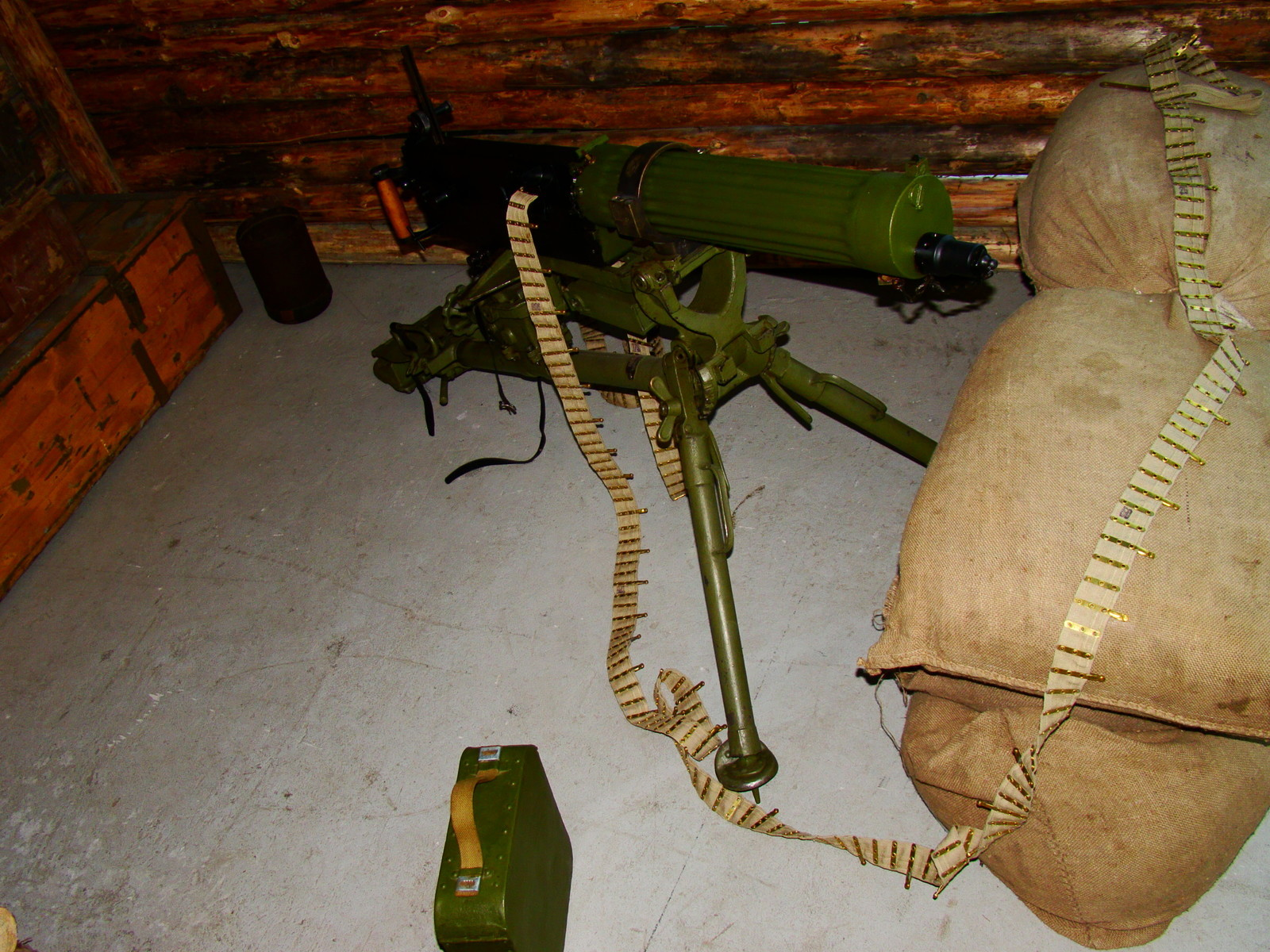
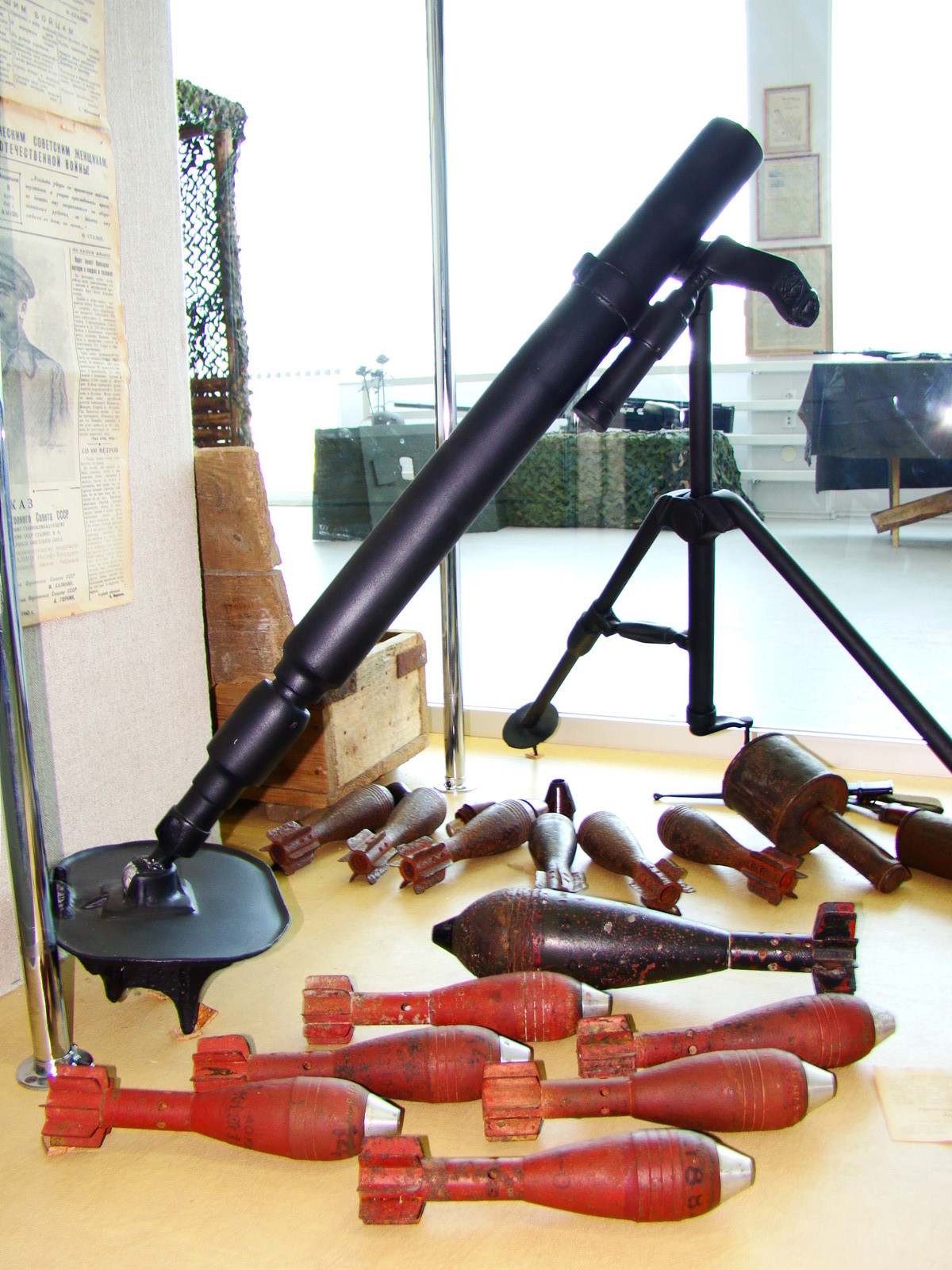
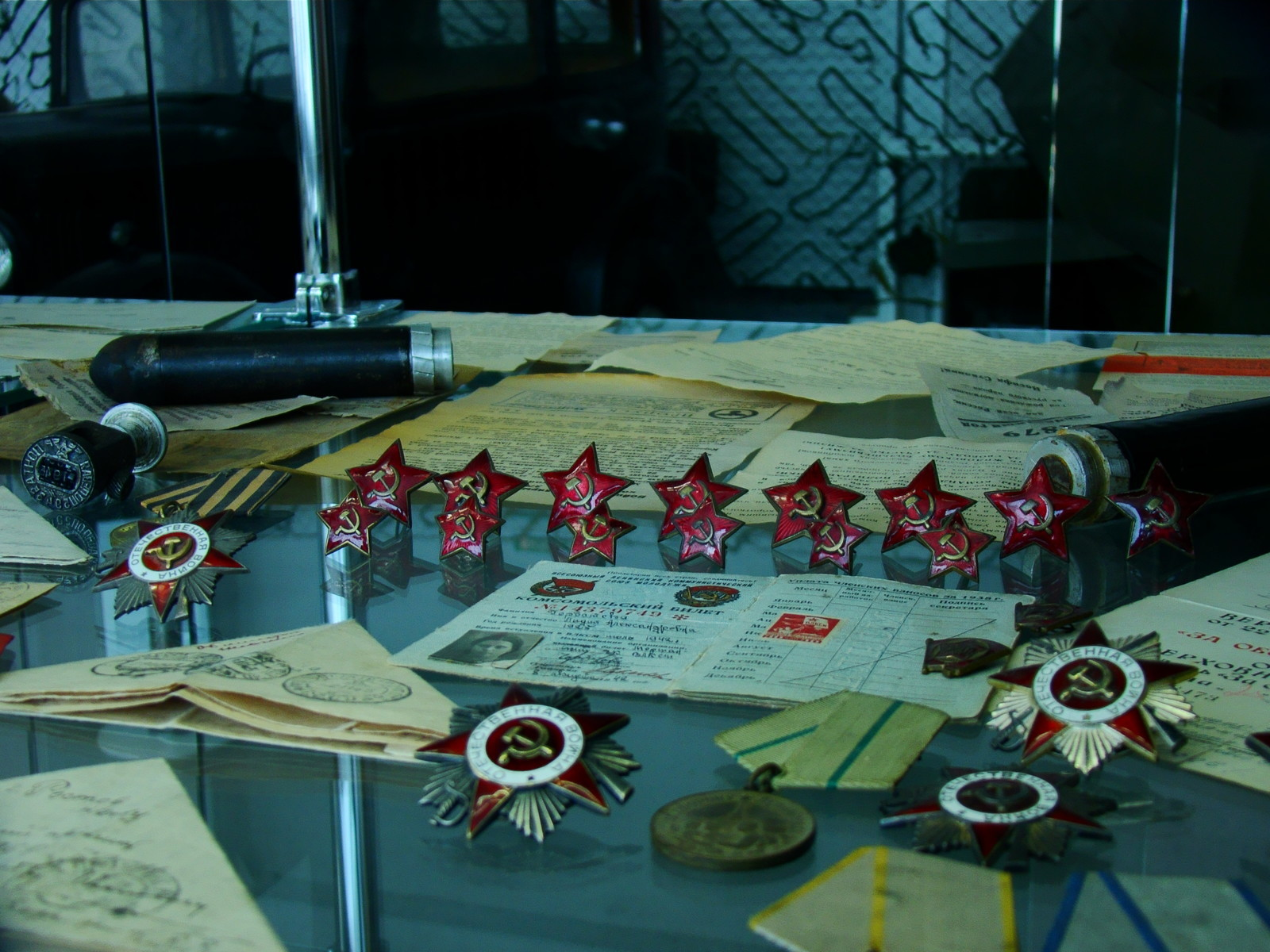
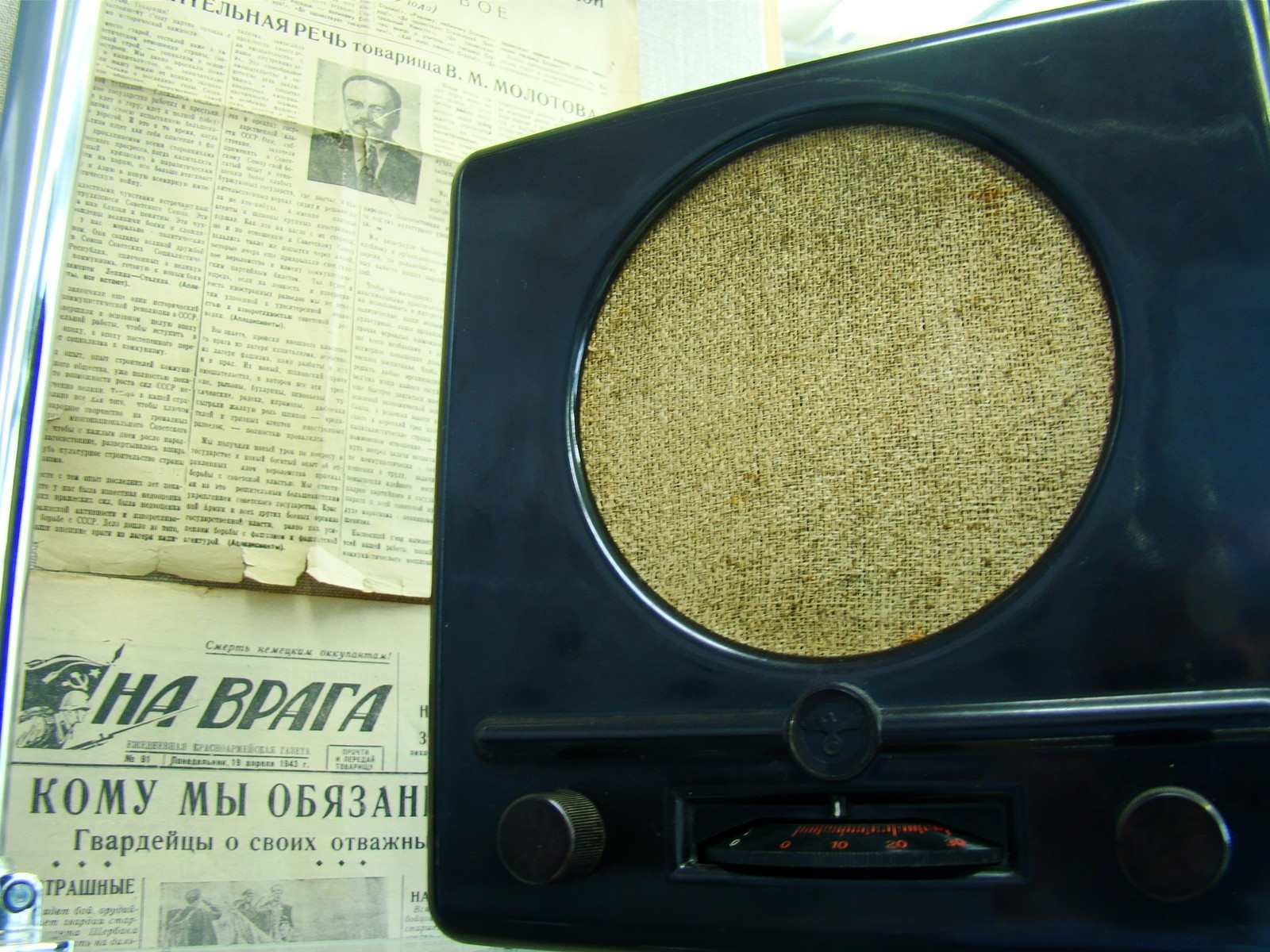